# Ratbold l'Antic
Ratbold l'Antic o a vegades Ratbold d'Agel (+ vers 949) fou un noble borgonyó-provençal pare de Bosó II d'Arle o Bosó II de Provença i de Guillem d'Avinyó.

## Orígens
S'esmenta un Ratbold d'Arle, un noble de Mâcon, que seria el seu pare.

## Hipòtesis
1) Seria el fill de Ratbold d'Arle i el pare de Bosó II d'Arle i de Guillem d'Avinyó. Bosó II és esmentat en una donació de març del 965 com "Bosoni comitis, filii Rothboldi quondam".
2) Seria el fill d'una filla de Ratbold d'Arle, casada en primer matrimoni amb Bosó d'Arle (Bosó I d'Arle) comte d'Arle (923-931) i marquès de Toscana (931-936) que foren pares de Bosó II d'Arle i de Guillem d'Avinyó (vegeu abans)
3) Seria el fill de Bosó d'Arles (Bosó I d'Arle) comte d'Arle (923-931) i marquès de Toscana, casat després del 900 i abans del 912 (quan Bosó I es va casar amb Wil·la de Borgonya) amb una desconeguda, i el pare de Bosó II d'Arle i de Guillem d'Avinyó (vegeu abans)
La tercera hipòtesi és una variació de la segona però no estableix vinculació entre Ratbold d'Arle i Ratbold l'Antic, cosa improbable. En la primera hipòtesi l'aparició del nom Ratbold una generació després s'explica perquè Bosó II s'hauria casat amb Berta d'Arle, filla de Bosó I d'Arle. En la segona hipòtesi el nom Ratbold apareix una generació si i una no. En la tercera hipòtesi el nom apareixeria a la família per primer cop.

## Núpcies
Ratbold l'Antic s'hauria casat amb una filla de Guillem I el Pietós, duc d'Aquitània i de la seva esposa Engelberga de Provença, filla de Bosó I d'Arle, però això no se sap segur, ja que no consta cap filla de Guillem el Pietós i només seria per raons onomàstiques poc clares (en alguns llocs se l'esmenta com Ermengarda, igual que la seva àvia Ermengarda d'Alvèrnia). La realitat és que la seva esposa és desconeguda.

## Fills
Ratbold l'Antic va tenir dos fills: Bosó II d'Arle i Guillem d'Avinyó.